# Ch’oe Pu Il
Ch’oe Pu Il, również Choe Pu Il (kor. 최부일, ur. w marcu 1944) – północnokoreański polityk i czterogwiazdkowy generał (kor. 대장) Koreańskiej Armii Ludowej. Ze względu na przynależność do najważniejszych gremiów politycznych Korei Północnej, uznawany za członka elity władzy KRLD.

## Kariera
Niewiele wiadomo o karierze zawodowej Ch’oe Pu Ila przed kwietniem 1992 roku, kiedy to otrzymał nominację generalską na stopień generała-majora (kor. 소장). Dwugwiazdkowym generałem-porucznikiem (kor. 중장) został w październiku 1995 roku. Deputowany Najwyższego Zgromadzenia Ludowego KRLD, parlamentu KRLD X kadencji (tj. od lipca 1998 do września 2003 roku). W kwietniu 2006 otrzymał awans na trzygwiazdkowego generała-pułkownika (kor. 상장). Wielokrotnie pojawiał się u boku Kim Dzong Ila podczas licznych wizytacji jednostek wojskowych. Obecnie pełni stanowisko zastępcy dowódcy Sztabu Generalnego Koreańskiej Armii Ludowej.
We wrześniu 2010 otrzymał stopień czterogwiazdkowego generała KAL (kor. 대장). Jednocześnie podczas 3. Konferencji Partii Pracy Korei 28 września 2010 roku został wybrany członkiem Centralnej Komisji Wojskowej KC PPK, najważniejszego organu Partii Pracy Korei odpowiedzialnego za sprawy wojskowe, a także po raz pierwszy zasiadł w samym Komitecie Centralnym.
Po śmierci Kim Dzong Ila w grudniu 2011 roku, Ch’oe Pu Il znalazł się na 78. miejscu w 233-osobowym Komitecie Żałobnym. Świadczyło to o formalnej i faktycznej przynależności Ch’oe Pu Ila do grona ścisłego kierownictwa politycznego Koreańskiej Republiki Ludowo-Demokratycznej. Według specjalistów, miejsca na listach tego typu określały rangę polityka w hierarchii aparatu władzy.

## Odznaczenia
Kawaler Orderu Kim Dzong Ila (luty 2012).